# أسرار (مسلسل)
مسلسل مصري إنتاج 2015

## بطولة
- لمياء الأمير
- نادية الجندي
- عبير صبري
- أحمد سعيد عبد الغني
- فريال يوسف
- حسام فارس
- رنا الهواري

## ملخص المسلسل
تدور القصة حول طبيبة بالطب الشرعي يُقتل زوجها وابنها، وتحاول الوصول إلى القاتل، وسط أحداث تتصاعد، وتتخللها مغامرات كثيرة، وتصطدم في السياق بمافيا لتجارة الأدوية، يتورط فيها رجال أعمال كبار، ويتدخل رجال المباحث للكشف عن أسرار الجريمة الغامضة. فهل سينجحون؟